# Крістін Кройк
Крісті́н Ло́ра Кройк (англ. Kristin Laura Kreuk; нар. 30 грудня 1982, Ванкувер, Канада) — канадська акторка, продюсерка й каратистка нідерландсько-китайського походження. Відома ролями Лани Ленг у супергеройському серіалі про пригоди молодого Супермена — «Таємниці Смолвіля», Лорел Єнг у драматичному підлітковому телесеріалі «Еджмонт»; виконала головні ролі в мінісеріалах «Чарівник Земномор'я» і «Бен-Гур».
Фільмографія Кройк включає: фентезійний телефільм «Білосніжка», молодіжну комедію «Євротур», історичну драму «Розділ», бойовик «Вуличний боєць: Легенда про Чунь-Лі», «Екстазі».
З 2012 по 2016 роки грала Кетрін Чандлер у телесеріалі «Красуня і чудовисько» телеканалу The CW.

## Біографія
Кройк народилася у Ванкувері, Британська Колумбія. Її батько, Пітер Кройк — голландець за походженням; мати, Діна Че, має китайське коріння, проте народилася в Індонезії, бабуся за материнською лінією була китайського походження родом з Ямайки. Обоє — ландшафтні архітектори. У Крістін є сестра Жюстін, молодша на п'ять років. 
Кройк тренувалась у карате й гімнастиці на національному рівні до старшої школи, але в одинадцятому класі через сколіоз припинила заняття. Вона відвідувала початкову школу Едіт Кавел і середню школу Еріка Гамбера у Ванкувері.
Кройк планувала вивчати психологію, охорону довкілля чи судову медицину в університеті Саймона Фрейзера, коли кастинговий CBC-директор телесеріалу «Еджмонт» зв'язався з керівництвом її середньої школи, помітивши, як екзотично дівчина зіграла китайсько-канадську роль Лорел Єнг у шоу. Учитель Кройк переконав дівчину, в якої не було акторського досвіду, крім гри в мюзиклах старшої школи, піти на прослуховування: вона перемогла.

## Кар'єра

#### Телебачення

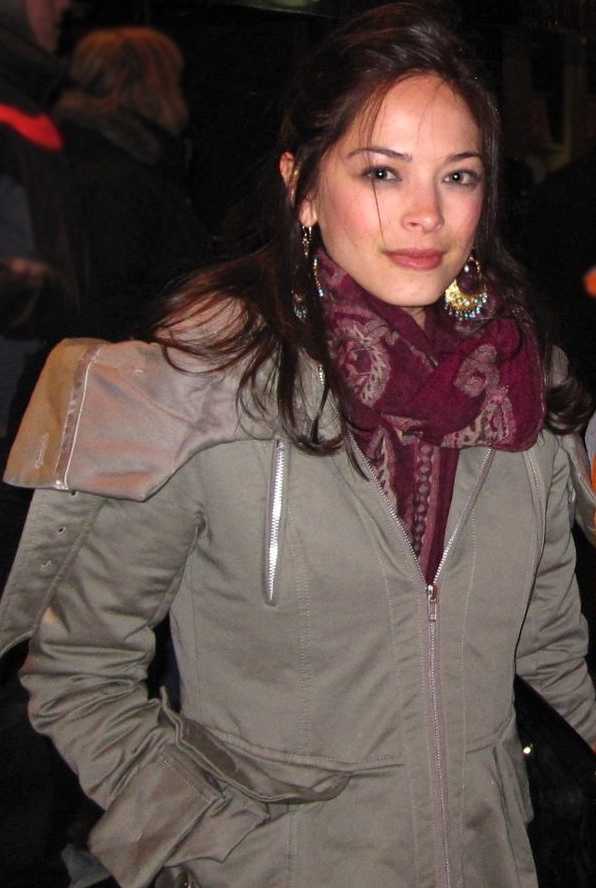
Крістін Кройк у 2011 році

Після знімання першого сезону «Еджмонт» (підліткова мильна опера у Ванкувері для віку старшої школи) Кройк отримала агента та провідну роль Білосніжки в телевізійному фільмі з титульною назвою Білосніжка: найсправедливіший з усіх разом із акторкою Мірандою Річардсон. Його зняла у Ванкувері Керолайн Томпсон, він потрапив ефір на ABC, пізніше вийшов на DVD в 2002 році. У 2003 році Кройк залишає «Еджмонт». Улітку 2004-го Кройк взяла роль Тенар телеканалу Sci Fi Channel у двох частинах мінісеріалу «Чарівник Земномор'я». Телесеріал режисера Роба Лібермана знімався у Ванкувері і показаний на телебаченні 13 грудня 2004.
Після Білосніжки агент Кройк направив заявку на прослуховування сценаристам «Вуличний боєць: Легенда про Чунь-Лі». Альфреду Гоу та Майлзу Міллару, які на той час створювали для телемережі The WB Network телесеріал під назвою «Таємниці Смолвіля». Сюжет серіалу обертався навколо життя підлітка Кларка Кента, перш, ніж він стане Суперменом. Гоу та Міллар подзвонили в студію Кройк міста Бербанк, штат Каліфорнія, й пізніше вона отримала роль першого підліткового кохання Кларка Кента — Лани Ленг. Зігравши цю роль протягом семи сезонів, Кройк залишила проєкт на початку 2008 року, коли її персонажка покидає місто — та згодом повернулася як запрошена зірка у восьмому сезоні телесеріалу на п'ять епізодів для закінчення своєї сюжетної лінії.
У 2009 році Крістін Кройк підписала контракт на кілька епізодів в третьому сезоні телесеріалу Чак. Вона зіграла роль Ханни.
У 2010 році вона зіграла сестру Бен Гура, Тірца, в мінісеріалі Бен Гур, який транслювався в Канаді.
У лютому 2012 року Кройк було оголошено як головну персонажку в перезавантаженні проєкту на The CW т/с «Красуня і чудовисько» на The CW, прем'єра якого відбулася наприкінці 2012 року

#### Фільми

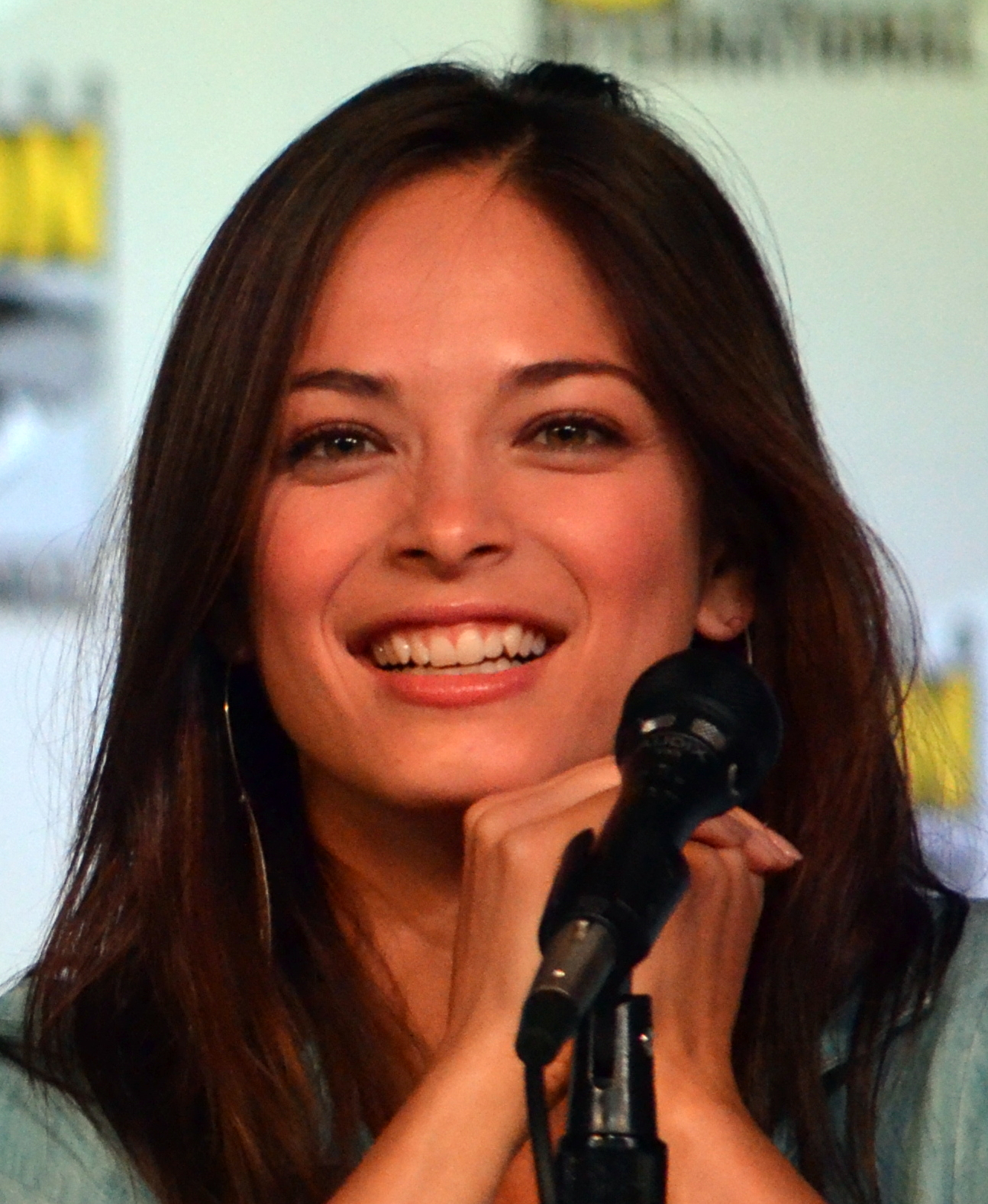
Крістін Кройк на Comic-Con 2012 у Сан Дієго.

У 2003 році Кройк з'явилася в своєму першому художньому фільмі «Євротур» з незначною роллю разом із Скоттом Мехловіцом, Мішель Трахтенберг, Меттом Деймоном і Люсі Лоулес. Фільм знімався у Празі, Чехії та дебютував у кінотеатрах 20 лютого 2004 року.
На початку 2005 року Кройк підписала контракт на участь у незалежному фільмі «Розділ». Акторка зіграла Назіму, уразливу сімнадцятирічну дівчину, чий світ зруйнований травмою розділу Індії в 1947 році. За сюжетом вона закохується в екс-офіцера Британської індійської армії Джана Сінгха (у виконанні Джимі Мистри). Нів Кемпбелл також присутня у фільмі спільного виробництва Канади, Південної Африки та Сполученого Королівства, режисером якого є Вік Сарін. Він вийшов в канадських кінотеатрах 2 лютого 2007 року з подальшим (для США та Канади) DVD-релізом 26 червня 2007 року.
Влітку 2006 року Кройк знялася в короткометражному фільмі Спляча принцеса по книзі комічного письменника Кааре Ендрюса, який переказав старовинний сюжет на сучасний лад із родзинкою. Він вийшов у 2007 році в Канаді.
Кройк знялася у 2009 році у фільмі «Вуличний боєць: Легенда про Чунь-Лі» в ролі головної персонажки Чунь-Лі. Фільм, у цілому, отримав негативні відгуки.
На початку 2010 року Кройк підписала контракт на японський фільм жахів Вампір. У 2010 році також знялася в кліпі «I Heard» музиканта Хілла Зайні.
Разом із колегою Елісон Мек із телесеріалу «Таємниці Смолвіля» Крістін Кройк є виконавчою продюсеркою короткометражного фільму «Блимання» (в головній ролі — Марк Гілдрет).

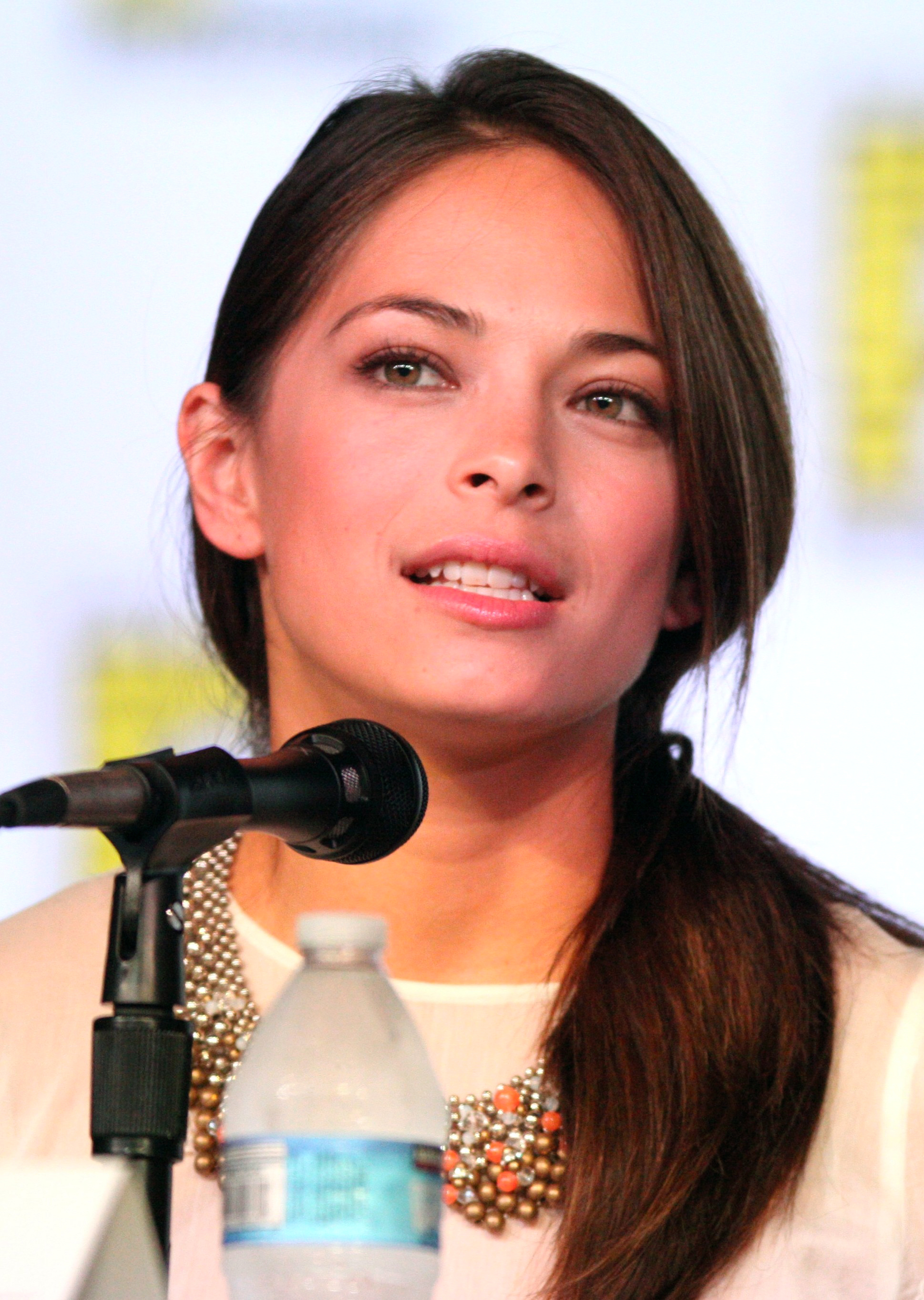
Кройк на Comic-Con. Сан-Дієго, 2012 р.

Кройк зіграла головну роль Хезер у фільмі 2011 року «Екстазі за однойменним романом Ірвін Велш.

### Робота в рекламі
Агентство Neutrogena зробило Крістін Кройк моделлю для своєї нової всесвітньої рекламної кампанії; в цій ролі Кройк пішла ще підліткою стопами колег-зірок — Дженніфер Лав Г'юїтт і Менді Мур. 2005 року вона подовжила контракт із Neutrogena ще на два роки.

## Благодійна діяльність
Разом зі своєю подругою Кендрою Вос Кройк створила проєкт «Дівчата для дизайну» для розширення можливостей дівчат-підліток у допомозі їх творчої та освітньої діяльності. Кройк є активною членкинею команди Power Smart,  організації, спрямованої на просування енергозбереження,  і Американського Червоного Хреста.
У жовтні 2016 року акторка приєдналася до кампанії з фінансування нового спортивного майданчика у Східному Ванкувері. Долучила своє ім'я до флешмобу з поліпшення Кларк Парк.

## Особисте життя
Кройк проживає в рідному місті Ванкувер зі своїм собакою, французьким бульдогом, Дубліном. У своєму блозі на сайті Girls By Design вона заявила, що не їсть м'яса. Крістін Кройк і Том Веллінг ніколи не зустрічалися, хоча й працювали в проєкті «Таємниці Смолвіля» разом. Кройк зустрічається з Марком Гілдретом, канадським актором, з яким познайомилася на зніманні мінісеріалу «Чарівник Земномор'я» у 2004 році.
Має пурпуровий пояс карате. Її улюблені шоу — «Друзі» (1994), «Третя зміна» (1999), «CSI: Місце злочину» (2000) і «Швидка допомога» (1994).
Захоплюється акторками Кейт Бланшетт і Джоді Фостер. Має власну фігурку Лани Ленг. Її хобі — перегляд фільмів із друзями, читання, письмо, танці, в'язання і гімнастика.

## Фільмографія

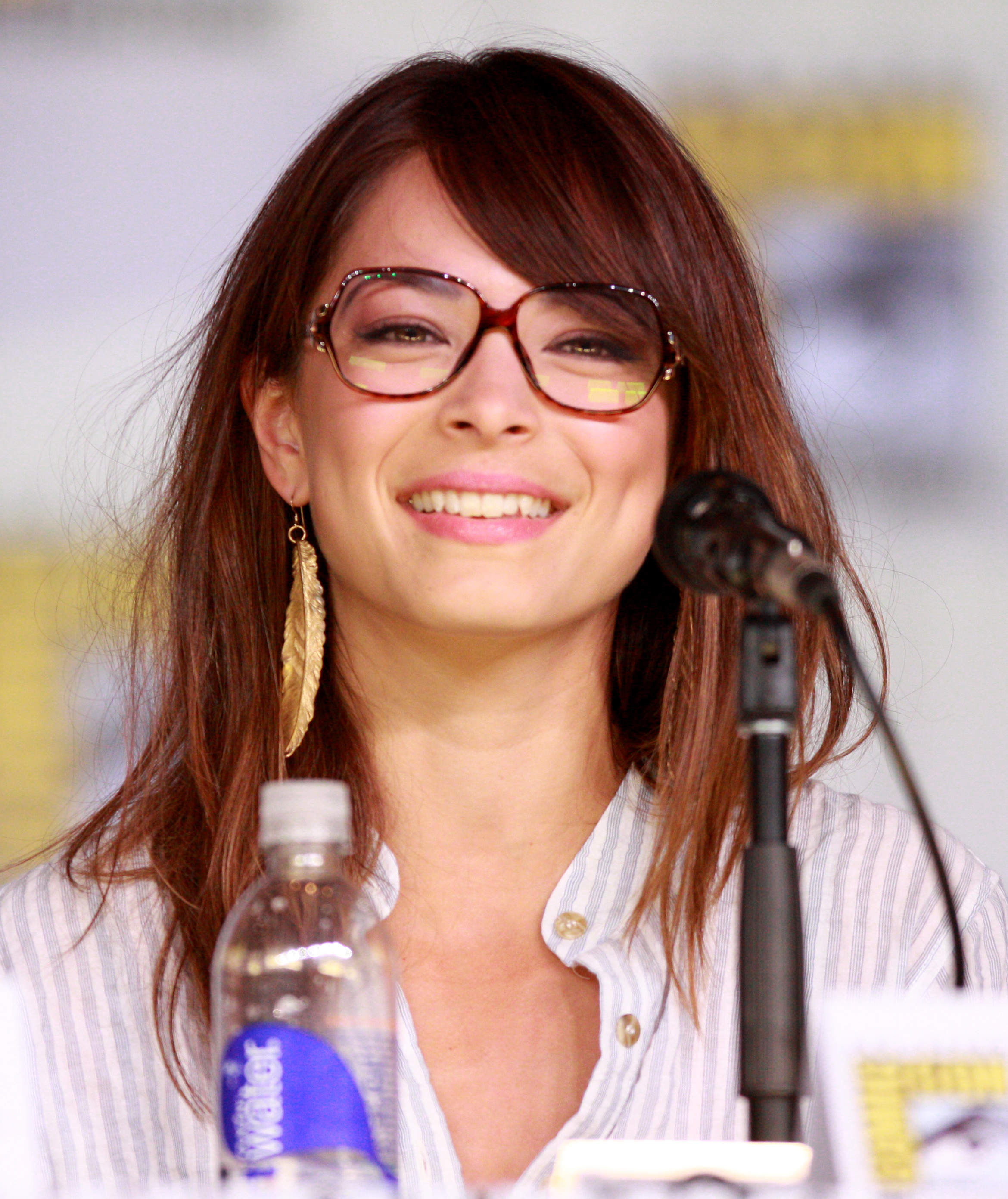
Крістін Кройк на San Diego Comic Con у 2013 році.

### Акторка

#### Кіно та серіали
| Рік       |    | Українська назва                    | Оригінальна назва                     | Роль                                 |
| --------- | -- | ----------------------------------- | ------------------------------------- | ------------------------------------ |
| 2001      | мс |                                     | The Weekenders                        | Джина                                |
| 2001      | тф | Білосніжка                          | Snow White: The Fairest of Them All   | Білосніжка                           |
| 2004      | ф  | Євротур                             | Eurotrip                              | Фіона                                |
| 2005      | с  | Чарівник Земномор'я                 | Earthsea                              | Тенар                                |
| 2001—2005 | с  | Еджмонт                             | Edgemont                              | Лорел Єнг                            |
| 2006      | кф |                                     | Dream Princess                        | Принцеса                             |
| 2007      | ф  | Розділ                              | Partition                             | Насім Хан                            |
| 2001—2009 | с  | Таємниці Смолвіля                   | Smallville                            | Лана Ленг                            |
| 2009      | ф  | Вуличний боєць: Легенда про Чунь-Лі | Street Fighter: The Legend of Chun-Li | Чунь-Лі                              |
| 2010      | с  | Чак                                 | Chuck                                 | Ганна                                |
| 2010      | с  | Бен-Гур                             | Ben-Hur                               | Тірза                                |
| 2011      | ф  | Вампір                              | Vampire                               | Марія Лукас                          |
| 2011      | ф  | Екстазі                             | Irvine Welsh's Ecstasy                | Гетер Томпсон                        |
| 2012      | тф | Космічний молочний коктейль         | Space Milkshake                       | Тільда                               |
| 2015      | мс | Робоцип                             | Robot Chicken                         | Обліна / Кетрін Чендлер              |
| 2012—2016 | с  | Красуня і чудовисько                | Beauty and the Beast                  | Кетрін Чендлер, детектив / спецагент |
| 2017      | кф | Емісар                              | The Emissary                          | Емісар                               |
| 2018—2020 | с  | Тягар правди                        | Burden of Truth                       | Джоанна Генлі / Чанг                 |
| 2021      | с  | Послання від привида                | Ghostwriter                           | Сара Вівер                           |
| 2022      | с  | Річер (телесеріал)                  | Reacher                               | Чарлі                                |

#### Відеоігри
| Рік  | Назва              | Role        | Примітки                  |
| ---- | ------------------ | ----------- | ------------------------- |
| 2017 | Shuyan Saga        | Шуянь       | голос                     |
| 2020 | Watch Dogs: Legion | Кейтлін Лау | голос та захоплення рухів |

### Продюсерка
| Рік       | Назва                       | Оригінальна назва    | Примітки                                       |
| --------- | --------------------------- | -------------------- | ---------------------------------------------- |
| пп        | Фулан                       | Phoolan              | документальний фільм; виконавча продюсерка     |
| 2018-2019 | Тягар правди                | Burden of Truth      | телесеріал; виконавча продюсерка (11 епізодів) |
| 2016      | Красуня і чудовисько        | Beauty and the Beast | телесеріал; продюсерка (5 епізодів)            |
| 2012      | Космічний молочний коктейль | Space Milkshake      | виконавча продюсерка                           |
| 2011      |                             | Blink                | короткий; виконавча продюсерка                 |

## Нагороди та номінації
Крістін Кройк має 2 нагороди та 14 номінацій.
| Нагороди та номінації | Нагороди та номінації | Нагороди та номінації                                  | Нагороди та номінації | Нагороди та номінації |
| Нагорода              | Рік                   | Категорія                                              | Фільм                 | Підсумок              |
| --------------------- | --------------------- | ------------------------------------------------------ | --------------------- | --------------------- |
| Сатурн                | 2002                  | Обличчя майбутнього (акторка)                          | Таємниці Смолвіля     | Номінація             |
| Сатурн                | 2002                  | Найкраща акторка телесеріалу                           | Таємниці Смолвіля     | Номінація             |
| Сатурн                | 2003                  | Найкраща акторка телесеріалу                           | Таємниці Смолвіля     | Номінація             |
| Сатурн                | 2004                  | Найкраща акторка телесеріалу                           | Таємниці Смолвіля     | Номінація             |
| Сатурн                | 2006                  | Найкраща акторка телесеріалу                           | Таємниці Смолвіля     | Номінація             |
| Лев                   | 2005                  | Найкраща акторка молодіжної програми або телесеріалу   | Еджмонт               | Номінація             |
| Лев                   | 2005                  | Найкраща акторка в драматичному повнометражному фільмі | Чарівник Земномор'я   | Номінація             |
| Teen Choice Awards    | 2003                  | Вибір телеакторки: Драма/Пригодницький бойовик         | Таємниці Смолвіля     | Номінація             |
| Teen Choice Awards    | 2004                  | Вибір телеакторки: Драма/Пригодницький бойовик         | Таємниці Смолвіля     | Номінація             |
| Teen Choice Awards    | 2006                  | Вибір телеакторки: Драма/Пригодницький бойовик         | Таємниці Смолвіля     | Номінація             |
| Teen Choice Awards    | 2006                  | Вибір телефільму: Найкраще взаємопорозуміння           | Таємниці Смолвіля     | Номінація             |
| Teen Choice Awards    | 2008                  | Вибір телеакторки: Пригодницький бойовик               | Таємниці Смолвіля     | Номінація             |
| Teen Choice Awards    | 2009                  | Вибір телеакторки: Пригодницький бойовик               | Таємниці Смолвіля     | Номінація             |

### Рейтинги
Кройк неодноразово з'являлася в опитуваннях і рейтингах краси.
- 10 місце в FHM в списку 100 найсексуальніших дівчат, видання Великої Британії. (Червень 2002)
- 71 місце в FHM в списку Найсексуальніших дівчат американського видання. (Червень 2002)
- 24 місце в списку 100 найсексуальніших жінок FHM. (2003)
- 18 місце серед 99 найбажаніших жінок в 2005 році
- 28 місце в списку FHM «100 найсексуальніших жінок у світі 2005» спеціальний додаток
- 46 місце в журналі FHM «100 найсексуальніших жінок у світі 2006». Доповнення

- 10 місце серед списку «Найсексуальніших жінок телебачення» журналу Wizard (березень 2008)